# Бутовский крест

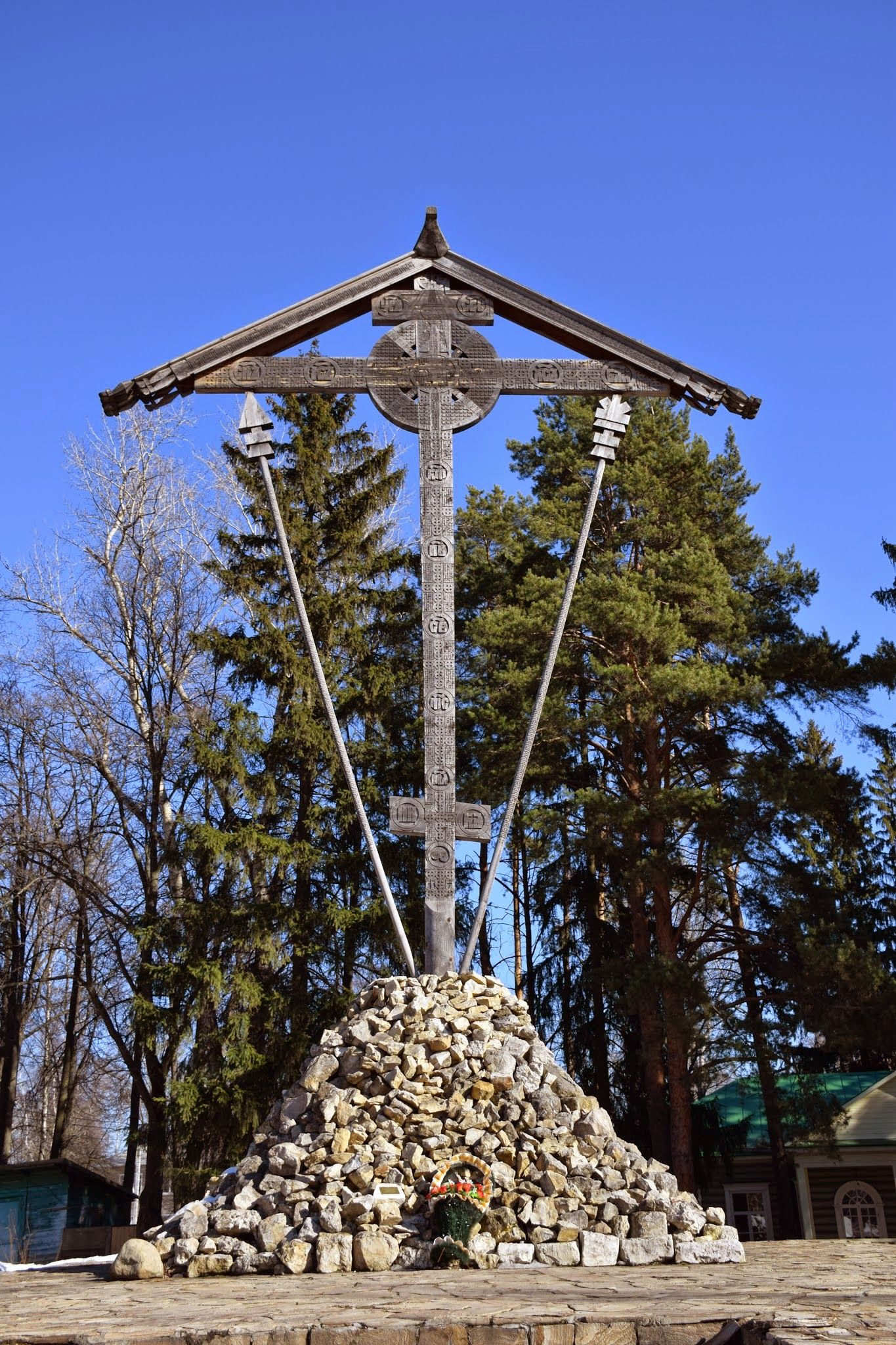
Бутовский крест. 2015 год

Бу́товский крест (Большой соловецкий крест) — православный поклонный крест, изготовленный в Соловецком монастыре из трёх пород дерева (кипариса, кедра и сосны) доставленный на Бутовский полигон в ходе двухнедельного крестного хода Соловки — Бутово и установленный 8 августа 2007 года возле храма Новомучеников и исповедников Российских на Бутовском полигоне в память о начале расстрелов на Бутовском полигоне в ходе массовых репрессий 1937—1938 годов. Символически посвящён всем жертвам сталинского тоталитарного режима в СССР. Это один из самых известных подобных памятников.

## История
В 1994 году, на Радоницу, на месте расстрелов в Бутове был воздвигнут деревянный крест. 5 мая того же года, во вторую неделю по Пасхе, при большом стечении православного духовенства было освящено место расстрелов российских мучеников за веру.
В 1995 году территория захоронения площадью около 6 га была передана Русской православной церкви (РПЦ), и трудами общины, созданной из родственников пострадавших, здесь был построен небольшой деревянный храм и начато благоустройство захоронения.
Большой Поклонный крест был изготовлен в кресторезной мастерской Соловецкого монастыря (мастер Георгий Кожогарь) и перенесён в Москву при финансовой поддержке московского правительства, 7 августа 2007 года крест прибыл в Москву. На Краснопресненской набережной — первой остановке креста в столице — крест встречала огромная толпа народа и несколько десятков священнослужителей. Далее крест, перевозимый на барже, в сопровождении двух речных судов, был сплавлен по Москве-реке до Южного порта. Водный крестный ход приветствовался колокольным звоном храмов и монастырей, мимо которых следовала баржа с Поклонным крестом. Во время речного хода на одном из кораблей был отслужена панихида по жертвам репрессий, которую возглавил епископ Женевский и Западно-Европейский Михаил (Донсков) в сослужении настоятеля храма Новомучеников и исповедников Российских в Бутове иерея Кирилла Каледы.
В основании креста были заложены соловецкий камень и камни из разрушенного Зачатьевского монастыря.
Это один из соловецких крестов, которые с 1990-х годов возводились РПЦ на Соловках и затем распространились за пределы островов. Так, в 2001 году соловецкий крест был поставлен перед подворьем Соловецкого монастыря в Москве, а в 2008 аналог Бутовского креста был поставлен на Секирной Горе.